# Анактувук-Пасс (аэропорт)
Аэропорт Анактувук-Пасс (англ. Anaktuvuk Pass Airport), (ИАТА: AKP, ИКАО: PAKP, FAA LID: AKP) — государственный гражданский аэропорт, расположенный в городе Анактувук-Пасс (Аляска), США. Аэропорт находится в собственности округа штата.
По статистическим данным Федерального управления гражданской авиации США услугами Аэропорта Анактувук-Пасс в 2007 году воспользовалось 3749 пассажиров, что на 9 % больше аналогичного показателя за 2006 год (3444 человек).

## Операционная деятельность
Аэропорт Анактувук-Пасс занимает площадь в 98 гектар, располагается на высоте 641 метр над уровнем моря и эксплуатирует одну взлётно-посадочную полосу:
- 1/19 размерами 1463 x 30 метров с гравийным покрытием[1].

За период с 31 декабря 2005 года по 31 декабря 2006 года Аэропорт Анактувук-Пасс обработал 3600 операций взлётов и посадок самолётов (300 операций ежемесячно). Из них 89 % пришлось на аэротакси и 11 % — на авиацию общего назначения.